# Biljana Srbljanović
Biljana Srbljanović (serbiska: Биљана Србљановић), född 15 oktober 1970 i Stockholm, numera bosatt i Belgrad, Serbien, är en serbisk dramatiker.

## Biografi
Biljana Srbljanović är utexaminerad från fakulteten för drama och konst vid Belgrads universitet. Hon debuterade som dramatiker 1997 med Beogradska trilogija som uppfördes av den jugoslaviska dramatiska teatern (Jugoslovensko dramsko pozorište) i Belgrad. Pjäsen ledde genast till ett internationellt genombrott. Hon har spelats i bland annat Italien, Tyskland, Österrike, Schweiz, Belgien, Nederländerna, Storbritannien, Sverige, Polen, Rumänien, Slovenien, USA och Frankrike. Schaubühne am Lehniner Platz i Berlin har uppfört flera av hennes pjäser. Utöver dramatik har hon skrivit manus till TV-serien Otvorena vrata som visades på serbisk television under mitten av 1990-talet. Under Kosovokriget 1998-1999 skrev hon en dagbok som publicerades i flera europeiska dagstidningar. Vid sidan av skrivandet har hon undervisat i drama i Belgrad, New York och Italien. Bland priser hon erhållit kan nämnas det tyska Ernst-Toller-Preis 1999 och det europeiska teaterpriset Premio Europa New Theatrical Realities 2007. 2006 utnämndes hon till årets utländska dramatiker (en av tre) av den prestigefyllda tyska teatertidskriften Theater heute.
Med svart humor och absurdistiska grepp skildrar hon våldsamma erfarenheter ur Balkans samtidshistoria.

## Uppsättningar i Sverige
- 2000 Belgrad - familjehistorier (Porodične priče), Teater Galeasen, översättning Jasenko Selimović & Per Arne Tjäder, regi Rickard Günther, med bl.a. Lina Englund & Ingela Olsson
- 2001 Family Stories (Porodične priče), Teater Kalejdoskop, Malmö, regi Željko Santrač
- 2002 Ana Simovic (b)röst, Uppsala stadsteater/Stockholms stadsteater, översättning Göran Nilsson, regi Birgitta Englin
- 2005 Alice, Ateljé 212 / Intercult på Kulturhuset, Stockholm, regi Aleksandar Popovski, med bl.a. Etienne Glaser & Åsa Simma